# Білл Хайк
Білл Хайк (англ. Bill Hicke, нар. 31 березня 1938, Реджайна — пом. 18 липня 2005, Реджайна) — канадський хокеїст, що грав на позиції крайнього нападника.
Володар Кубка Стенлі. Провів понад 700 матчів у Національній хокейній лізі.
Старший брат Ерні Хайка.

## Ігрова кар'єра
Хокейну кар'єру розпочав 1956 року.
Протягом професійної клубної ігрової кар'єри, що тривала 20 років, захищав кольори команд «Альберта Ойлерс», «Піттсбург Пінгвінс», «Каліфорнія Голден-Сілс», «Окленд Сілс», «Нью-Йорк Рейнджерс» та «Монреаль Канадієнс».
Загалом провів 771 матч у НХЛ, включаючи 42 гри плей-оф Кубка Стенлі.

## Нагороди та досягнення
- Пам'ятна нагорода Дадлі «Реда» Гарретта — 1959.
- Трофей Джона Б. Солленбергера — 1959.
- Нагорода Леса Каннінгема — 1959.
- Володар Кубка Стенлі в складі «Монреаль Канадієнс» — 1959, 1960.
- Учасник матчу усіх зірок НХЛ — 1959, 1960, 1969.

## Статистика
| Сезон        | Клуб                     | Ліга         | Регулярний сезон    | Регулярний сезон    | Регулярний сезон    | Регулярний сезон    | Регулярний сезон    | Плей-оф             | Плей-оф             | Плей-оф             | Плей-оф             | Плей-оф             |
| Сезон        | Клуб                     | Ліга         | І                   | Г                   | П                   | О                   | ШХ                  | І                   | Г                   | П                   | О                   | ШХ                  |
| ------------ | ------------------------ | ------------ | ------------------- | ------------------- | ------------------- | ------------------- | ------------------- | ------------------- | ------------------- | ------------------- | ------------------- | ------------------- |
| 1956–57      | «Реджайна Петс»          | СМХЛ         | Статистика відсутня | Статистика відсутня | Статистика відсутня | Статистика відсутня | Статистика відсутня | Статистика відсутня | Статистика відсутня | Статистика відсутня | Статистика відсутня | Статистика відсутня |
| 1957–58      | «Реджайна Петс»          | СМХЛ         | —                   | 54                  | 43                  | 97                  | 144                 | —                   | —                   | —                   | —                   | —                   |
| 1958–59      | «Рочестер Американс»     | АХЛ          | 69                  | 41                  | 56                  | 97                  | 41                  | 5                   | 1                   | 1                   | 2                   | 12                  |
| 1958–59      | «Монреаль Канадієнс»     | НХЛ          | —                   | —                   | —                   | —                   | —                   | 1                   | 0                   | 0                   | 0                   | 0                   |
| 1959–60      | «Рочестер Американс»     | АХЛ          | 14                  | 8                   | 5                   | 13                  | 22                  | —                   | —                   | —                   | —                   | —                   |
| 1959–60      | «Монреаль Канадієнс»     | НХЛ          | 43                  | 3                   | 10                  | 13                  | 17                  | 7                   | 1                   | 2                   | 3                   | 0                   |
| 1960–61      | «Монреаль Канадієнс»     | НХЛ          | 70                  | 18                  | 27                  | 45                  | 31                  | 5                   | 2                   | 0                   | 2                   | 19                  |
| 1961–62      | «Монреаль Канадієнс»     | НХЛ          | 70                  | 20                  | 31                  | 51                  | 42                  | 6                   | 0                   | 2                   | 2                   | 14                  |
| 1962–63      | «Монреаль Канадієнс»     | НХЛ          | 70                  | 17                  | 22                  | 39                  | 39                  | 5                   | 0                   | 0                   | 0                   | 0                   |
| 1963–64      | «Монреаль Канадієнс»     | НХЛ          | 48                  | 11                  | 9                   | 20                  | 41                  | 7                   | 0                   | 2                   | 2                   | 2                   |
| 1964–65      | «Клівленд Баронс»        | АХЛ          | 6                   | 3                   | 2                   | 5                   | 2                   | —                   | —                   | —                   | —                   | —                   |
| 1964–65      | «Монреаль Канадієнс»     | НХЛ          | 17                  | 0                   | 1                   | 1                   | 6                   | —                   | —                   | —                   | —                   | —                   |
| 1964–65      | «Нью-Йорк Рейнджерс»     | НХЛ          | 40                  | 6                   | 11                  | 17                  | 26                  | —                   | —                   | —                   | —                   | —                   |
| 1965–66      | «Нью-Йорк Рейнджерс»     | НХЛ          | 49                  | 9                   | 18                  | 27                  | 21                  | —                   | —                   | —                   | —                   | —                   |
| 1965–66      | «Міннесота Рейнджерс»    | ЦПХЛ         | 3                   | 2                   | 0                   | 2                   | 4                   | —                   | —                   | —                   | —                   | —                   |
| 1966–67      | «Балтимор Кліпперс»      | АХЛ          | 18                  | 14                  | 14                  | 28                  | 15                  | 9                   | 6                   | 8                   | 14                  | 23                  |
| 1966–67      | «Нью-Йорк Рейнджерс»     | НХЛ          | 48                  | 3                   | 4                   | 7                   | 11                  | —                   | —                   | —                   | —                   | —                   |
| 1967–68      | «Окленд Сілс»            | НХЛ          | 52                  | 21                  | 19                  | 40                  | 32                  | —                   | —                   | —                   | —                   | —                   |
| 1968–69      | «Окленд Сілс»            | НХЛ          | 67                  | 25                  | 36                  | 61                  | 68                  | 7                   | 0                   | 3                   | 3                   | 4                   |
| 1969–70      | «Окленд Сілс»            | НХЛ          | 69                  | 15                  | 29                  | 44                  | 14                  | 4                   | 0                   | 1                   | 1                   | 2                   |
| 1970–71      | «Каліфорнія Голден-Сілс» | НХЛ          | 74                  | 18                  | 17                  | 35                  | 41                  | —                   | —                   | —                   | —                   | —                   |
| 1971–72      | «Піттсбург Пінгвінс»     | НХЛ          | 12                  | 2                   | 0                   | 2                   | 6                   | —                   | —                   | —                   | —                   | —                   |
| 1971–72      | «Вірджинія Вінгс»        | АХЛ          | 16                  | 4                   | 2                   | 6                   | 6                   | —                   | —                   | —                   | —                   | —                   |
| 1971–72      | «Форт-Ворт Вінгс»        | ЦПХЛ         | 34                  | 9                   | 10                  | 19                  | 51                  | 7                   | 0                   | 5                   | 5                   | 12                  |
| 1972–73      | «Альберта Ойлерс»        | ВХА          | 73                  | 14                  | 24                  | 38                  | 20                  | 1                   | 0                   | 0                   | 0                   | 0                   |
| Усього в ВХА | Усього в ВХА             | Усього в ВХА | 73                  | 14                  | 24                  | 38                  | 20                  | 1                   | 0                   | 0                   | 0                   | 0                   |
| Усього в НХЛ | Усього в НХЛ             | Усього в НХЛ | 729                 | 168                 | 234                 | 402                 | 395                 | 42                  | 3                   | 10                  | 13                  | 41                  |